# 애덤 브라운
애덤 브라운(Adam Brown, 1980년 5월 29일 ~ )은 잉글랜드의 배우이다. 피터 잭슨의 영화 호빗 시리즈의 오리 역과 캐리비안의 해적: 죽은 자는 말이 없다의 크렘블 역으로 잘 알려져있다.

## 출연 작품
- 캐리비안의 해적: 죽은 자는 말이 없다